# تایشی ناریکونی
تایشی ناریکونی (به ژاپنی: 成國大志،  زادهٔ ۱۳ نوامبر ۱۹۹۷) یک کشتی‌گیر آزادکار اهل کشور ژاپن است.
از افتخارات وی می‌توان به کسب مدال طلا قهرمانی کشتی جهان ۲۰۲۲ اشاره کرد.

## فعالیت حرفه‌ای

### قهرمانی کشتی جهان ۲۰۲۲
ناریکونی در وزن ۷۰ کیلوگرم کشتی آزاد قهرمانی کشتی جهان ۲۰۲۲ بلگراد شرکت کرد، او در این مسابقات نوین مالیک از هند، سیرباز تالگات از قزاقستان، ایلیاس بکبولاتوف از ازبکستان و ارنظر آکماتالیف از قرقیزستان را شکست داد و به فینال رسید. وی در فینال زاین رترفورد از آمریکا را شکست داد و مدال طلا را بدست آورد.